# Gunnar Gunnarsson
Gunnar Gunnarsson (Fljótsdalur, 18 maggio 1889 – Reykjavík, 21 novembre 1975) è stato uno scrittore islandese.
Insieme al più giovane Halldór Laxness, Gunnarsson è senz'altro il più importante esponente della letteratura islandese. Nato da una famiglia di contadini, si trasferì da giovane in Danimarca per completare i suoi studi e là iniziò la sua attività letteraria. Dopo l'esordio con la saga La famiglia di Borg (1914), produsse i suoi capolavori: Beati i semplici (1920), Navi sul cielo (1925), La chiesa sulla montagna (1928), L'uccello nero (1929) e Il pastore d'Islanda (1936), il cui titolo originale era Avvento. Tornò nel suo paese d'origine alla vigilia della guerra, nel 1939.
Le sue opere ottennero un grande successo anche in Germania, e grazie alla loro notorietà furono pure tradotte in italiano all'inizio degli anni quaranta.
Scrisse tutti i suoi romanzi in lingua danese e una volta tornato in Islanda iniziò a tradurli lui stesso nella sua lingua madre. È stato più volte candidato al Premio Nobel per la letteratura.
Negli ultimi anni la sua figura è stata riscoperta anche grazie allo scrittore islandese Jón Kalman Stefánsson, che lo ha spesso citato come uno dei suoi punti di riferimento. La fama di Gunnarsson, infatti, ha iniziato ad eclissarsi dopo la Seconda guerra mondiale, a causa del suo avvicinamento al partito nazista. Gunnarsson è considerato l'unico islandese noto ad aver incontrato di persona Adolf Hitler. Le sue opere, improntate alla celebrazione idilliaca della natura islandese e all'unità familiare, vennero spesso manipolate e strumentalizzate dal regime nazista. In più, lo stesso Gunnarsson fu attivo nella Nordische Gesellschaft, promuovendo l'idea di un unico grande stato nordico. Nel 1936, in pieno regime nazista, ricevette la laurea ad honorem dall'università di Heidelberg insieme a Knut Hamsun. 

## Edizioni italiane
- La famiglia di Borg, traduzione di Augusto Guidi. Sansoni, Firenze, 1943.
- Il pastore d'Islanda, traduzione di Maria Valeria d'Avino, Iperborea, Milano, 2016.
- L'uccello nero, traduzione di Maria Valeria d'Avino, Iperborea, Milano, 2021.